# Битва при Комарове (1920)
Битва при Кома́рове (польск. Bitwa pod Komarowem) — сражение между 1-й Конной армией РККА и польской 1-й кавалерийской дивизией, продолжавшееся в период с 30 августа по 2 сентября 1920 года в районе восточнее Замостья. Одно из важнейших сражений советско-польской войны. Закончилась тяжёлым поражением 1-й Конной армии, понёсшей большие потери и с трудом избежавшей окружения и полного уничтожения. Из-за большого количества задействованных кавалерийских частей битва при Комарове считается наиболее крупной кавалерийской битвой XX века. В польской историографии её называют «величайшей кавалерийской битвой после 1813 года» или «Чудом в Замостье».

## Общая ситуация
После поражения под Варшавой силы красных начали общее отступление. Чтобы ослабить давление на отступающие части командующий Западным фронтом Михаил Тухачевский приказал 1-й Конной повернуть на север, чтобы атаковать правый фланг наступающих польских сил. Тухачевский надеялся вынудить польские войска повернуть на юг для отражения наступления 1-й Конной армии, что дало бы ему возможность предотвратить катастрофу на севере и начать новое наступление на Варшаву.
Тем не менее тяжёлые бои в районе Львова помешали своевременному началу марша. 1-я Конная достигла района Замостья лишь 28 августа. К этому времени польскому командованию удалось сосредоточить здесь войска и организовать линию обороны.

## Накануне сражения
20 августа, когда уже шла Варшавская битва, Будённый, следуя директиве Каменева, принял решение прекратить наступление на Львов и двинуться на Варшаву, намереваясь попути захватить Замостье, обороняемое 31-м Каневским стрелковым полком под командованием капитана Миколая Болтуча, который поддерживала 6-я Сечевая стрелковая дивизия под командованием полковника Марка Безручко. Это позволило группе генерала Халлера настигнуть и атаковать осаждающих Замостье. Вечером 29 августа подразделения полковника Юлиуша Роммеля атаковали тыл 1-й Конной, взяв в плен 200 человек, в том числе комиссара, а также захватить 7 пулеметов, обоз снабжения, артиллерийскую батарею и автомобиль. Утром 30 августа 1-я польская кавдивизия заняла город Хучва. Днем дивизия получила приказ генерала Халлера о переброске 6-й кавбригады в район Волица-Бжозова — Зубовице, а 7-ю кавбригаду — в Комаров.
| Западный фронт                                                                   |
| -------------------------------------------------------------------------------- |
| 1-я Конная армия Семён Будённый                                                  |
| 4-я кавалерийская дивизия Семён Тимошенко                                        |
| 6-я кавалерийская дивизия Иосиф Апанасенко                                       |
| 11-я кавалерийская дивизия Фёдор Морозов                                         |
| 14-я кавалерийская дивизия Александр Пархоменко                                  |
| 44-я стрелковая дивизия Иван Дубовой                                             |
| Специальная бригада                                                              |
| 16 700 сабель, 284 пулемётов, 48 орудий, 5 бронепоездов, 12 самолетов, броневики |

| Южный фронт В. А. Ендржеевский                   |
| ------------------------------------------------ |
| 1-я кавалерийская дивизия Юлиуш Роммель          |
| 2-я легионерная пехотная дивизия Михал Жимерский |
| 10-я пехотная дивизия Лучан Желиговский          |
| 13-я пехотная дивизия Ян Ромер                   |
| Гарнизон Замосцкой крепости Миколай Болтуч       |
|                                                  |

## Бои 29—30 августа
29 августа произошли первые столкновения 1-я Конной с подразделениями польской 1-й кавалерийской дивизии. «Специальный батальон» во главе с майором Станиславом Мачеком задержал продвижение красной кавалерии у деревни Варенж (Waręż). Позже в тот же день польский 1-й Креховецкий уланский полк застал врасплох и разбил несколько красных частей при деревнях Лыкошин (Łykoszyn) и Тышовце, взяв 150 пленных, три артиллерийских орудия и семь пулемётов.
30 августа советские части продолжали наступление на Замостье, но преодолеть оборону поляков им не удалось. Гарнизон города состоял из остатков украинской 6-й пехотной дивизии полковника М. Д. Безручко, польского пехотного полка и трёх отдельных батальонов пехоты, трёх бронепоездов и ряда более мелких подразделений, всего около 3200 штыков и 200 сабель. В это время польская кавалерия вышла в район деревень Волица Бжозова (Wolica Brzozowa) и Комарув (Komarów) к западу от города.
30 августа командующий 3-й польской армией генерал В. Сикорский отдал приказ на окружение и разгром Конармии в районе Замостья. Генерал С. Галлер и командир 2-й дивизии легионеров полковник Михал Жимерский должны были встречным ударом с юга и севера соединиться, захватить переправу на реке Хучва у Вербковице и окончательно отрезать пути отступления красным. Одновременно 10-я дивизия генерала Желиговского переходила в наступление из Замостья на Грубешов, чтобы разъединить силы 1-й конной армии.
Группа С. Халлера и польская кавалерия вышли в район деревень Волица Бжозова (Wolica Brzozowa) и Комаров к юго-востоку от Замостья и заняли их. В штабе Первой конной армии, находившемся в Невиркуве, было принято решение двумя дивизиями — 14-й и 11-й — прикрыться со стороны Грабовца и Замостья, а на юг повернуть 4-ю и 6-ю.
6-я дивизия из района Замостья, а 4-я — от Грабовца должны были нанести одновременный удар по Комарову. Особая бригада имела задачу удерживать позиции севернее Комарова, чтобы прикрыть развертывание 4-й дивизии.
В ночь на 31 августа польские войска упредили наступление конных дивизий красных и против Особой бригады перешли в наступление галлеровские пехотные части из Комарова и от деревни Провале. В середине ночи в бригаде кончились снаряды, на исходе были патроны, и оба полка — Особый и Сибирский — вынуждены были начать отход на север через болотистую местность. К пяти утра конармейцы преодолели болотистую полосу и вышли на высоты южнее Невиркува и Котлице.

## Бои 31 августа
В то же время 11-я кавдивизия 1-й Конной была остановлена польской пехотой у села Лубянки (Łubianki), а польская пехота перешла в наступление на север и, соединившись с замостьевским гарнизоном, отрезала две бригады 6-я кавдивизии, находившиеся западнее Замостья. Командарм был вынужден отказаться от удара на Комаров и приказал удерживать коридор между Невиркувом и Грабовцом.
В 6 часов утра 2-й уланский полк получил приказ захватить «Высоту 255» к северу от главных линий польской кавалерии. Высота была занята без сопротивления. Контратака красной кавалерии была остановлена у деревни Волица Снятыцка (Wolica Śniatycka). После этого советская кавалерия была атакована 8-м уланским полком. После короткого боя дезорганизованные силы красных были вынуждены отступить, оставив Невиркув. Полевому штабу армии пришлось спешно, под огнем вражеской артиллерии, уходить в Менчин.
4-я кавдивизия (комдив С. К. Тимошенко) оборонялась в Чесниках и Стаброве, прикрывая отход обозов и двух бригад 6-й дивизии, а 11-я кавдивизия отбивала атаки противника немного южнее, у хутора Бархачев.
В 12 часов польский 9-й уланский полк начал атаку на левом фланге 11-й кавдивизии. При этом полк понёс серьёзные потери от огня собственной артиллерии. К полудню части 11-й дивизии отошли в Ярославец.
Обнаружив отход 11-й дивизии, польская VI кавбригада, находившаяся до этого в резерве, начала атаку с занятой ранее высоты, сбила оставленные заслоны, захватила Чесники и продолжала движение к дороге Замостье — Грубешов. В преследовании участвовал 12‑й уланский полк капитана Тадеуша Коморовского.
Дальнейшее продвижение на север грозило разрезать 1-ю Конную армию на две части, изолировать 6-ю и 11-ю дивизии от 4-й и 14-й, поэтому контрудар в направлении Чесники, Невиркув, Котлице и освобождение этих пунктов от противника было возложено на 6-ю кавдивизию, ранее отрезанные две бригады которой прорвались на участке севернее Замостья и вышли в район Ситно — Стабров. В описании событий после четырёх часов дня имеются расхождения.
Версия С. М. Будённого:

Часа в четыре дня дивизия подошла к Чесникам, занятым уланами. Атакой в конном строю 2-я и 3-я бригады отбросили вражескую конницу. Но дальше, продолжая наступление, в лесу перед Невирковом они попали под артиллерийский огонь. Снаряды падали густо, валили деревья, поднимали фонтаны грязи. Пришлось лошадей отвести в безопасное место, а Невирков атаковать в пешем строю. Враг сопротивлялся с отчаянной решимостью, большой урон причиняли конармейцам установленные на крышах пулеметы. Две атаки результата не дали. Только когда деревня оказалась в полукольце, белопольская пехота отошла к югу. Оставив в Невиркове бригаду, 6-я дивизия продолжала наступать на Котлице. Там обошлось легче. Противник, связанный боем с Особой бригадой за деревню Конюхи, сильного сопротивления не оказал. Мы с Ворошиловым в сопровождении эскадрона Реввоенсовета побывали в Невиркове. Приказали Апанасенко закрепиться в освобожденных пунктах, на ночь выставить усиленное охранение.
Польская версия:

Польская VI кавбригада отдыхала в деревне Невиркув (Niewirków) и её окрестностях. VII кавбригада начала марш на соединение с VI бригадой. На полпути бригада обнаружила огромную линию красной кавалерии, выходящую из леса около Волицы Снятыцкой. Это была 6-я кавдивизия 1-й Конной в составе шести полков. Дивизия была уже развернута в линию атаки, но ещё не начала движение. Полковник Юлиуш Руммель приказал всем своим силам немедленно начать общую атаку, не дожидаясь, пока красные пойдут вперёд. 8-й и 9-й уланские полки нанесли фронтальный удар, а 1-й уланский полк атаковал левый фланг противника. К нему присоединились уланы 12-го полка из Невиркува, которые атаковали позиции противника с тыла. После получасового боя красные отступили на север.
Несмотря на то что 4-я кавдивизия С. К. Тимошенко с третьей попытки выбила поляков из Хорышова-Русского, к ночи на 1 сентября части 1-й Конной оказались зажатыми между двумя вражескими группировками в коридоре шириной всего 12-15 километров в районе Свидники — Хорышов-Польский — Чесники — Невирков — Хорышов-Русский. С утра 1 сентября армия начала отход в общем направлении на Грубешов. Ценой потерь отступающим советским войскам удалось прорваться через позиции 2-й пехотной дивизии легионеров полковника Михала Жимерского.

## Вооружение
В отличие от шашки, стоявшей на вооружении 1-й Конной армии, сабли польской кавалерии имели гарду, защищавшую кисть руки и пальцы (на илл.), что давало определенное преимущество в сабельном бою.
Используя конструктивный недостаток шашки, польские кавалеристы стремились нанести удар по кисти «рабочей» руки противника, что в случае удачи приводило к отсеканию пальцев или всей кисти.

## Результаты и последствия
Польская 1-я кавалерийская дивизия преследовала отступающие части 1-й Конной. Войскам Будённого удалось прорваться через польские линии, но поляки не оставили им достаточно времени на отдых. 2 сентября польская VI кавбригада достигла г. Лащув, где она успешно обошла советскую 44-ю стрелковую дивизию и уничтожила один из её полков — 392-й Таращанский (в живых остались только пешая разведка и 25 конных разведчиков). 1-й Конной удалось избежать окружения и полного уничтожения, но угрозы для наступающих польских сил она больше не представляла. Не имея возможности перегруппироваться, 5 сентября войска РККА оставили город Хрубешув и 6 сентября — Владимир-Волынский.
12 сентября польские войска, под командованием генерала Владислава Сикорского, выведенные из битвы на Немане, начали успешное наступление на Волынь. 18 сентября 1-я Конная оставила Ровно и была вынуждена отступить на восток. К концу сентября польские войска достигли р. Случ, то есть того места, с которого началось наступление РККА на Варшаву. 1-я Конная была отведена с польского фронта и переброшена в Таврию для действий против Русской армии Врангеля.
Битва при Комарове стала катастрофой для 1-й Конной. Несмотря на значительное численное превосходство, командование красных не сумело сконцентрировать силы и лишь проводило разрозненные последовательные атаки, которые были успешно отражены польскими войсками. Отсутствие связи между частями и игнорирование данных разведки привели к большим потерям советской стороны. Во время отступления моральный дух и дисциплина в 1-й Конной упали, что привело к массовым грабежам и насилию со стороны «красных казаков» против гражданского населения. В этот период 1-я Конная запятнала себя погромами еврейских местечек.
Польская армия потеряла около 500 убитых в бою и 700 лошадей.  В годовщину битвы (31 августа) в Польше отмечается День польской кавалерии.

## В культуре
Рейд 1-й Конной на Замостье упоминается в популярной в 1920-30 годы «Конармейской» песне А. Суркова и братьев Покрасс.:
На Дону и в Замостье

Тлеют белые кости,

Над костями шумят ветерки.

Помнят псы-атаманы,

Помнят польские паны

Конармейские наши клинки.

### Комментарии
1. ↑  По другим данным, задержка 1-й Конной в районе Львова произошла из-за несогласия Сталина, бывшего в это время членом Военного совета Юго-Западного фронта, с общей стратегией мировой революции, выдвинутой Лениным. Сталин считал, что вместо похода на Варшаву и Берлин следует присоединить к РСФСР Волынь и Галицию, населённые преимущественно украинцами[2]. 2 августа Политбюро приняло решение о передаче 1-й Конной и 12-й армии из Юго-Западного фронта, фактически подчинённого Сталину, в состав Западного фронта, подчинённого Тухачевскому. Несмотря на это, Сталин под разными предлогами оттягивал выполнение приказа, в результате чего 1-я Конная двинулась на Варшаву только 21 августа, а 12-я армия вообще осталась под Львовом[источник не указан 109 дней]
2. ↑  С 8 июля 1919 по апрель 1924 года — главнокомандующий вооружёнными силами советской республики[3]
3. ↑  Будущий маршал СССР, Народный комиссар обороны СССР (7.05.1940 — 19.07.1941).
4. ↑  Особенность встречного конного боя состоит в том, что сторона, имеющая к моменту столкновения бо́льшую скорость, получает преимущество. В то же время, разгоняться слишком рано также опасно, поскольку это может привести к усталости лошадей. От опыта командира зависит начать атаку строго в нужный момент: не раньше и не позже.
5. ↑  Советские историки объясняли неудачу рейда на Замостье тем, что Конармия была измотана в боях за Львов, оставила базы снабжения на правом берегу Западного Буга и была вынуждена преодолевать «на протяжении всего пятидневного рейда разбушевавшуюся стихию, которая весь этот лесисто-болотистый район непрерывными дождями превратила в труднопроходимые участки местности, сильно усложнявшие вопрос с маневрированием»[6]
6. ↑  Эти события были описаны в мемуарной книге «Конармия» Исака Бабеля, служившего в Первой Конной в качестве военного корреспондента и политработника. Книга вызвала гнев Будённого. В 1940-м году Бабель был расстрелян и до смерти Сталина его книги в СССР не публиковались.
7. ↑  По другим данным, в погромах также участвовали польские войска, союзные им украинские формирования и местные жители за предполагаемую связь еврейского населения с «еврейскими комиссарами» Красной армии[8]